# Avenue de Montespan
L’avenue de Montespan est une voie du 16e arrondissement de Paris, en France.

## Situation et accès
L’avenue de Montespan est une voie privée située dans le 16e arrondissement de Paris. Elle débute au 177, avenue Victor-Hugo et se termine au 99-103, rue de la Pompe.
Le quartier est desservi par la ligne de métro 9 à la station Rue de la Pompe.

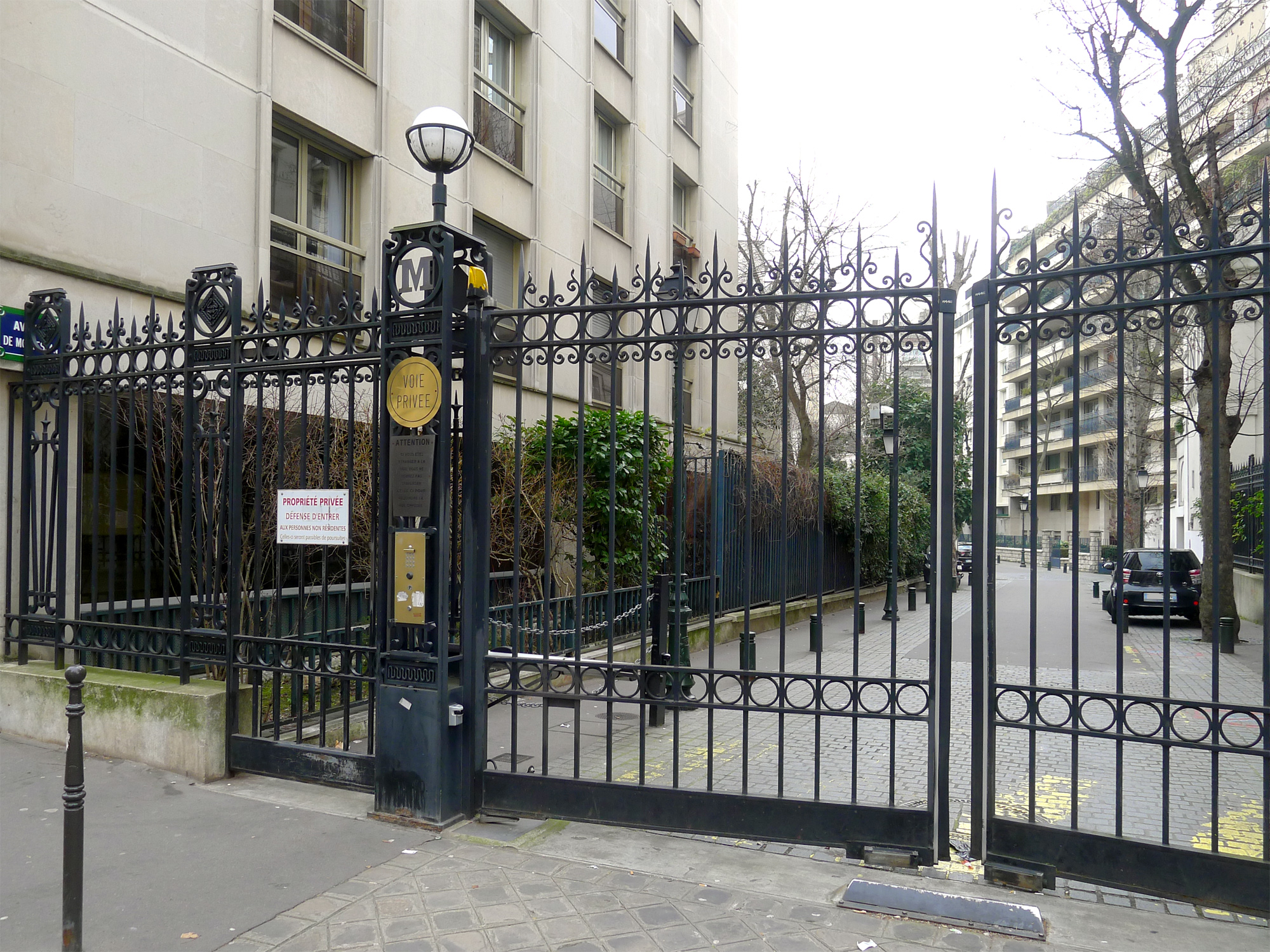
Grille côté avenue Victor-Hugo.
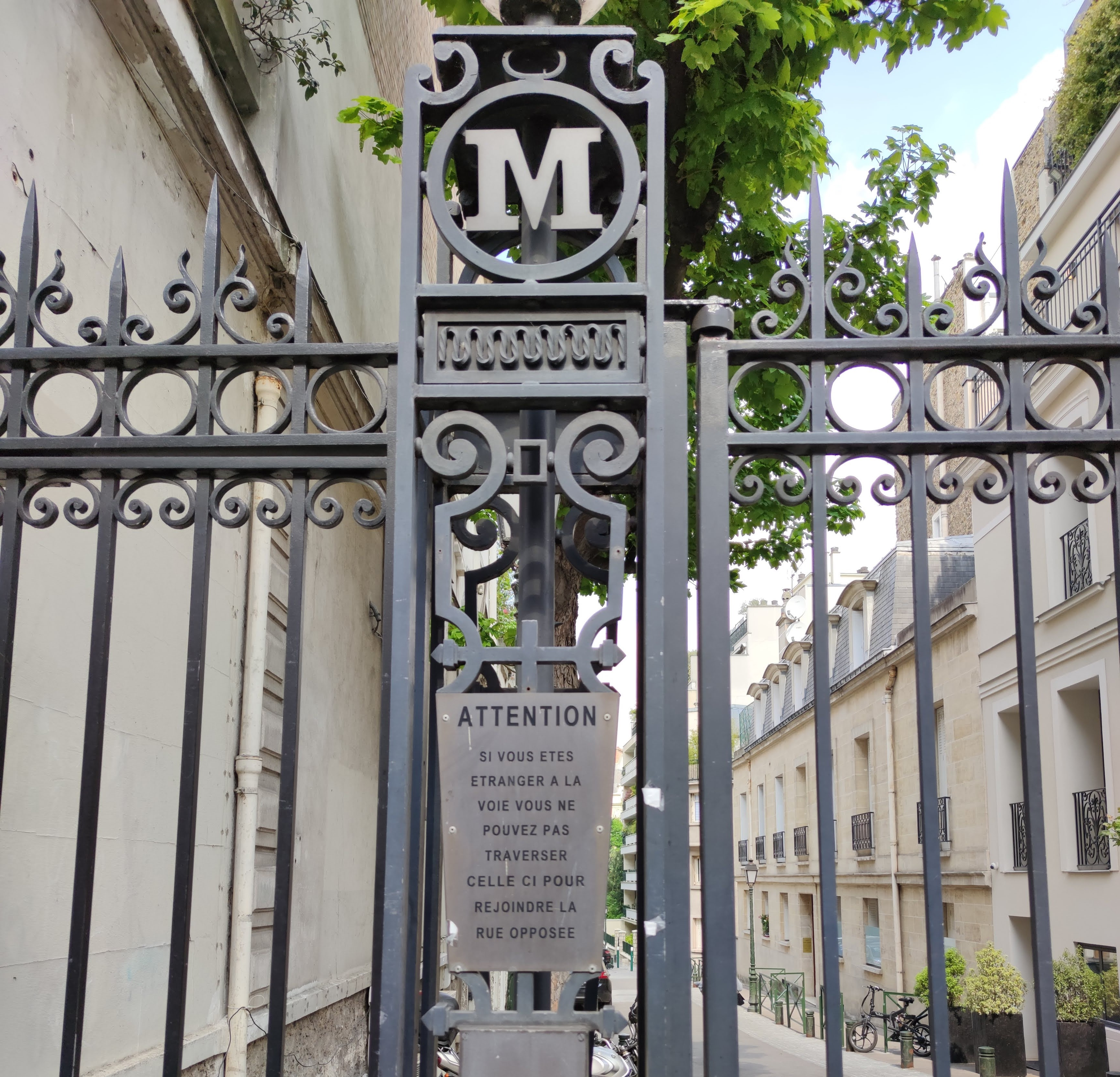
Grille (détail).
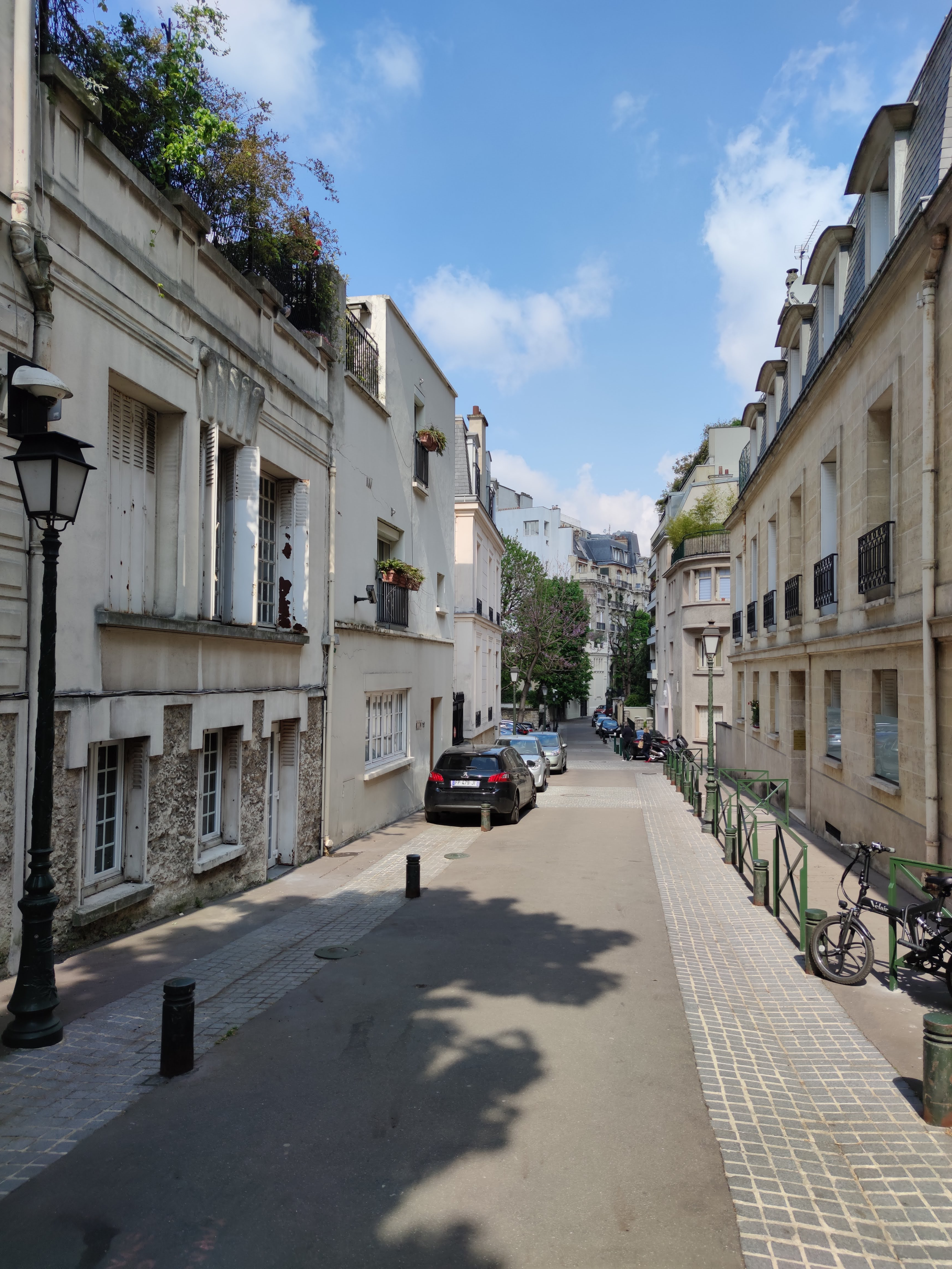
L'avenue, vue du côté de la rue de la Pompe.

## Origine du nom

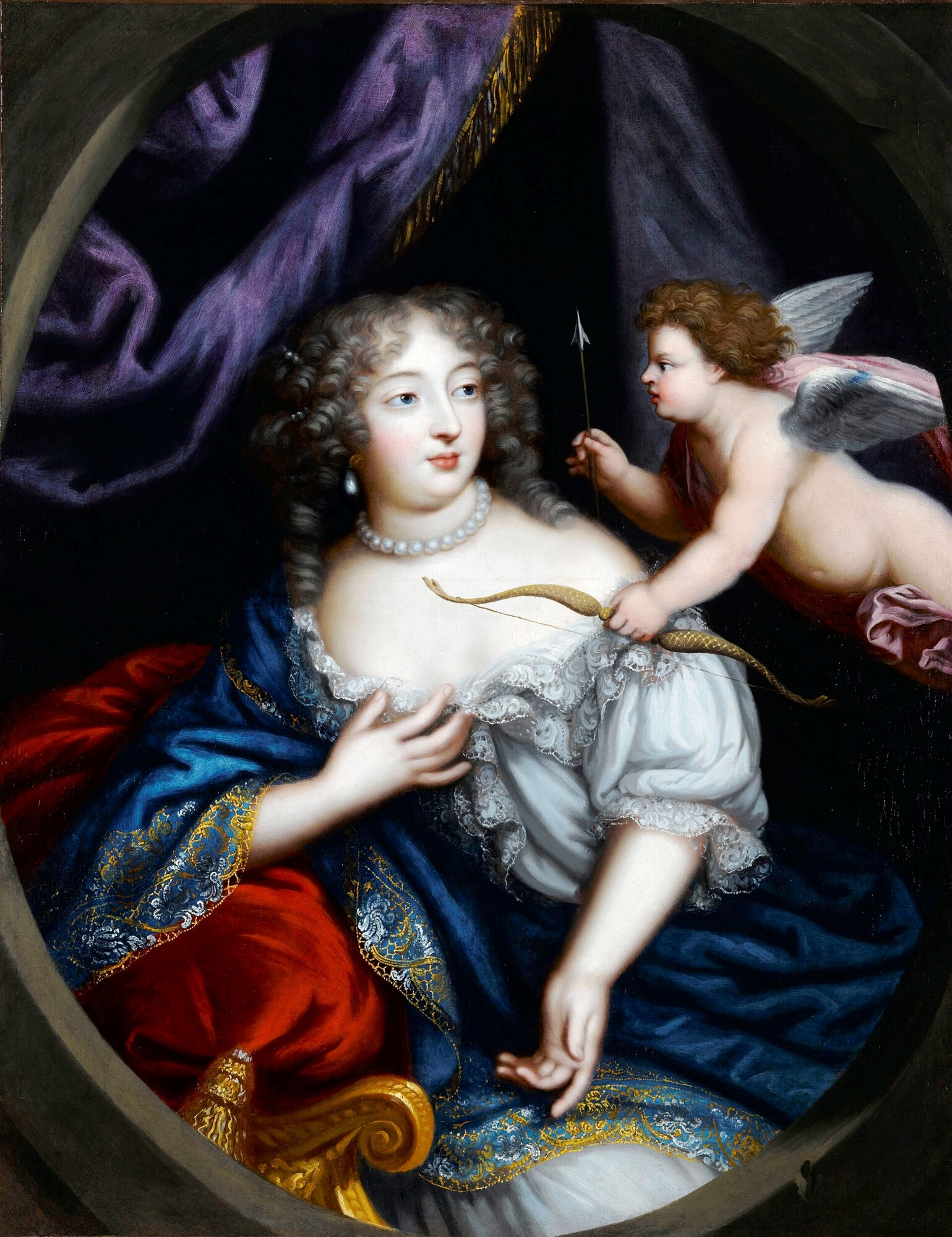
Madame de Montespan.

Elle porte le nom de Françoise Athénaïs de Rochechouart de Mortemart (1640-1707), plus connue sous le nom de marquise de Montespan ou Madame de Montespan, favorite de Louis XIV, avec qui elle eut sept enfants.

## Historique
Cette voie privée a été numérotée par un arrêté municipal du 18 mai 1979 et raccordée à l'assainissement public par un arrêté municipal du 12 mars 1981.

## Bâtiments remarquables et lieux de mémoire
- Nos 2-2 bis et (no 179, avenue Victor-Hugo) : immeuble de style Art nouveau construit en 1909 par l’architecte Paul Robine, signé en façade[1] ; sur le plan architectural, le bâtiment offre un double visage : immeuble de rapport sur l’avenue Victor-Hugo et hôtel particulier, avec jardin et cour d’honneur, côté avenue de Montespan. Anciennement (jusqu’en juin 2018) : locaux du  centre culturel zoroastrien. C’est en 2021 un immeuble de bureaux, restructuré récemment.
- No 9 : la danseuse Isadora Duncan achète, en 1919, l’ancienne « salle Beethoven », pour y installer une école de danse[2]. En 1926, on trouve à cette adresse une Académie d’Art chorégraphique patronnée par le danseur Alexandre Volinine[3].